# Unterflursystem (Abfallentsorgung)

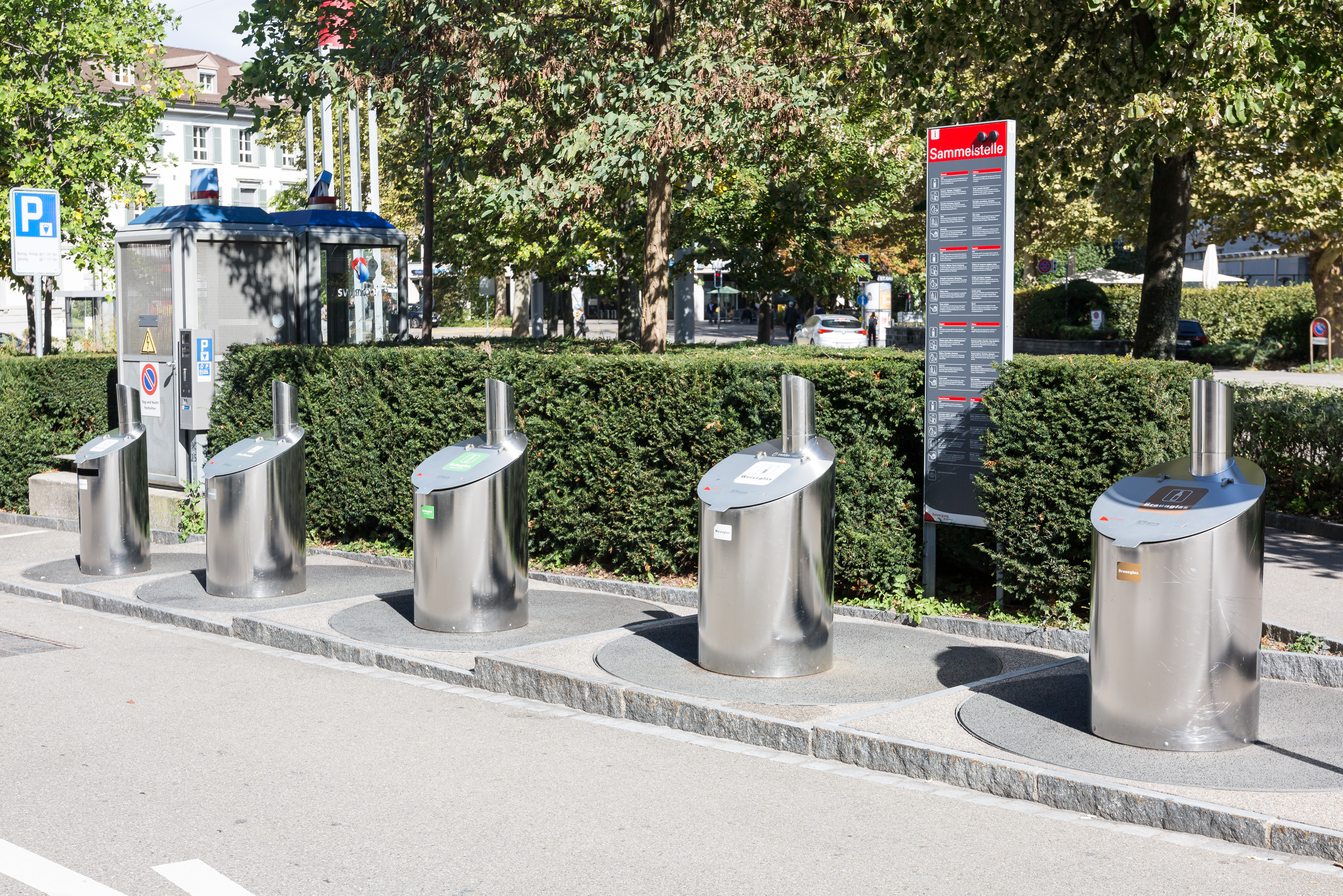
Einwurfschächte für unterirdische Recycling-Container in St. Gallen

Ein Abfall-Unterflursystem bzw. Abfall-Untergrundsystem ist ein System zum Zwischenlagern von Abfall- und Wertstoffen in städtischen Gebieten. Grundsätzlich ist zwischen Voll- und Halbunterflursystemen zu unterscheiden. Die Systeme unterliegen der Norm EN 13071-1, EN 13071-2 und EN 13071-3.

## Halbunterflursystem
Ein Halbunterflursystem besteht aus einem Fundamentbehälter und einem Sammelcontainer mit Einwurfsystem. Der Fundamentbehälter wird größtenteils in die Erde eingelassen, ragt aber, je nach Hersteller, noch ca. 90 cm aus dem Erdboden. In den Fundamentbehälter wird ein Sammelcontainer gesetzt.
Diese Systeme sind in der Regel in den Volumen ein bis sechs Kubikmeter erhältlich. Der Fundamentbehälter besteht aus wasserdichtem und hochfestem Beton oder Kunststoff. Der überstehende Teil kann mit einer Außenverkleidung versehen werden. Der Sammelcontainer schließt oben mit dem Einwurfsystem ab, das auf das Sammelgut abgestimmt ist. Geleert wird der Behälter, indem der Sammelbehälter mit dem Abfall durch den Kran des Müllwagens hochgehoben wird; durch Ziehen an einem Seil öffnet sich der Sack und die einzelnen Müllsäcke fallen in den Pressraum des Müllwagens.

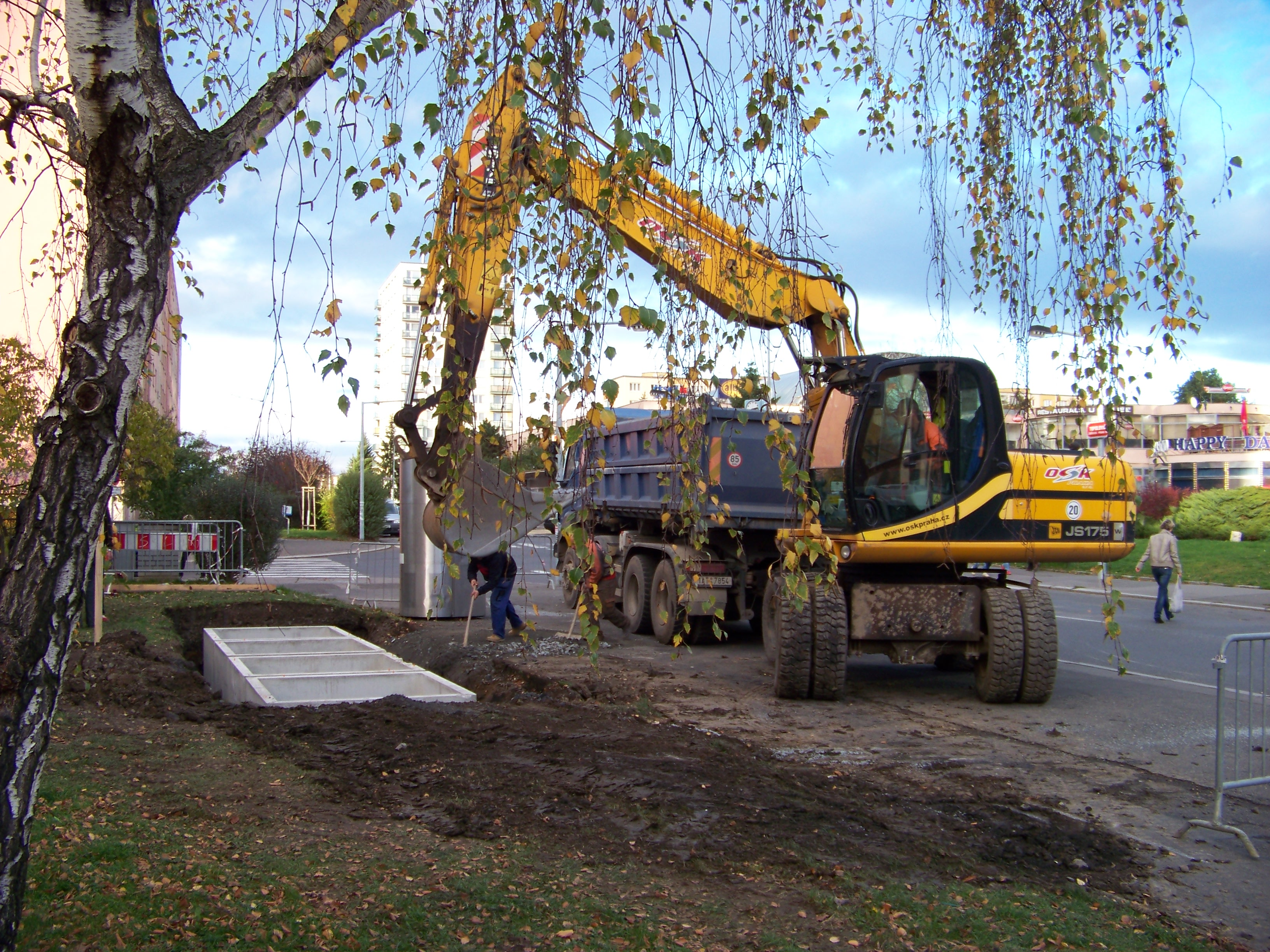
Aufgrabung während der Bauphase ohne Container
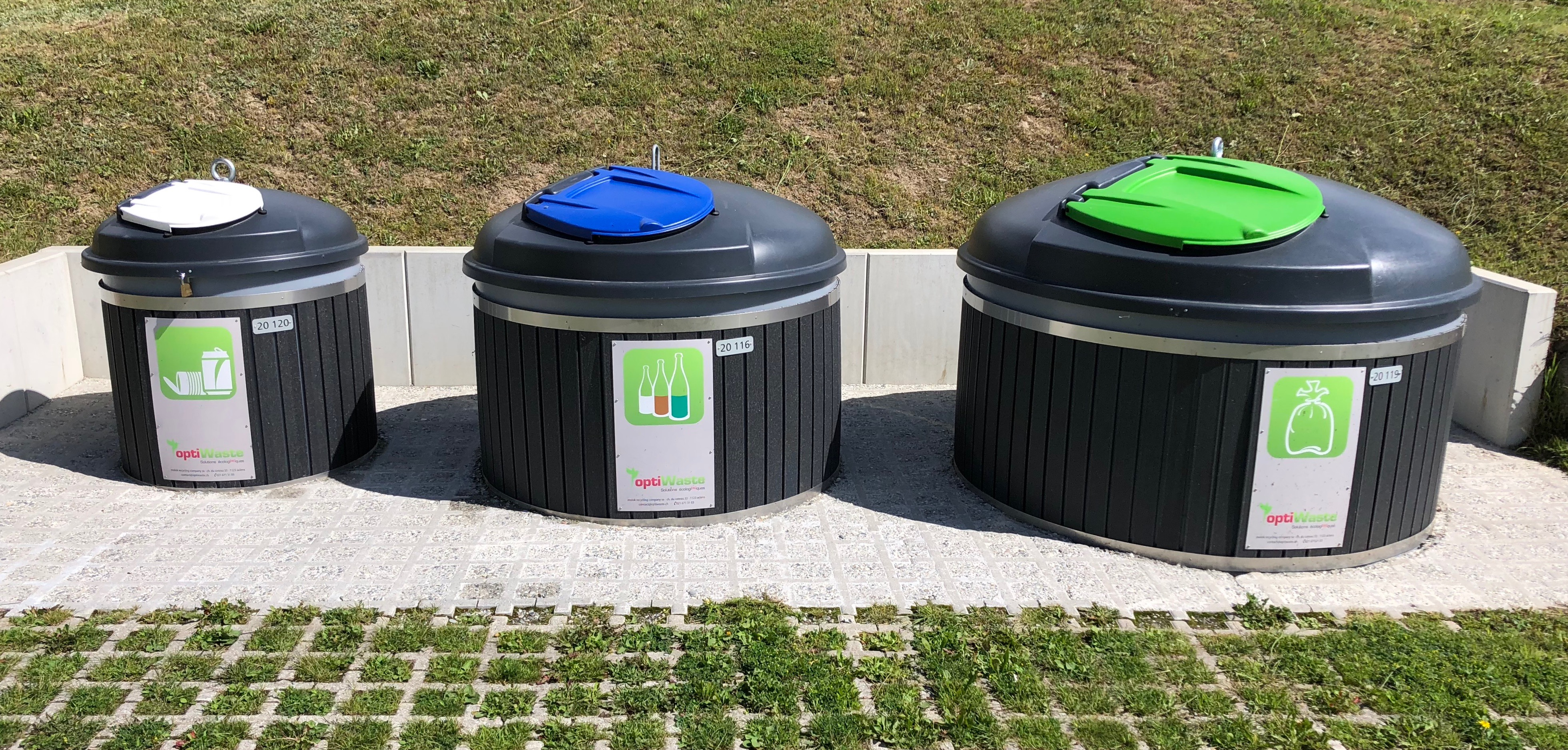
Halbunterflurcontainer MOLOK in Falera
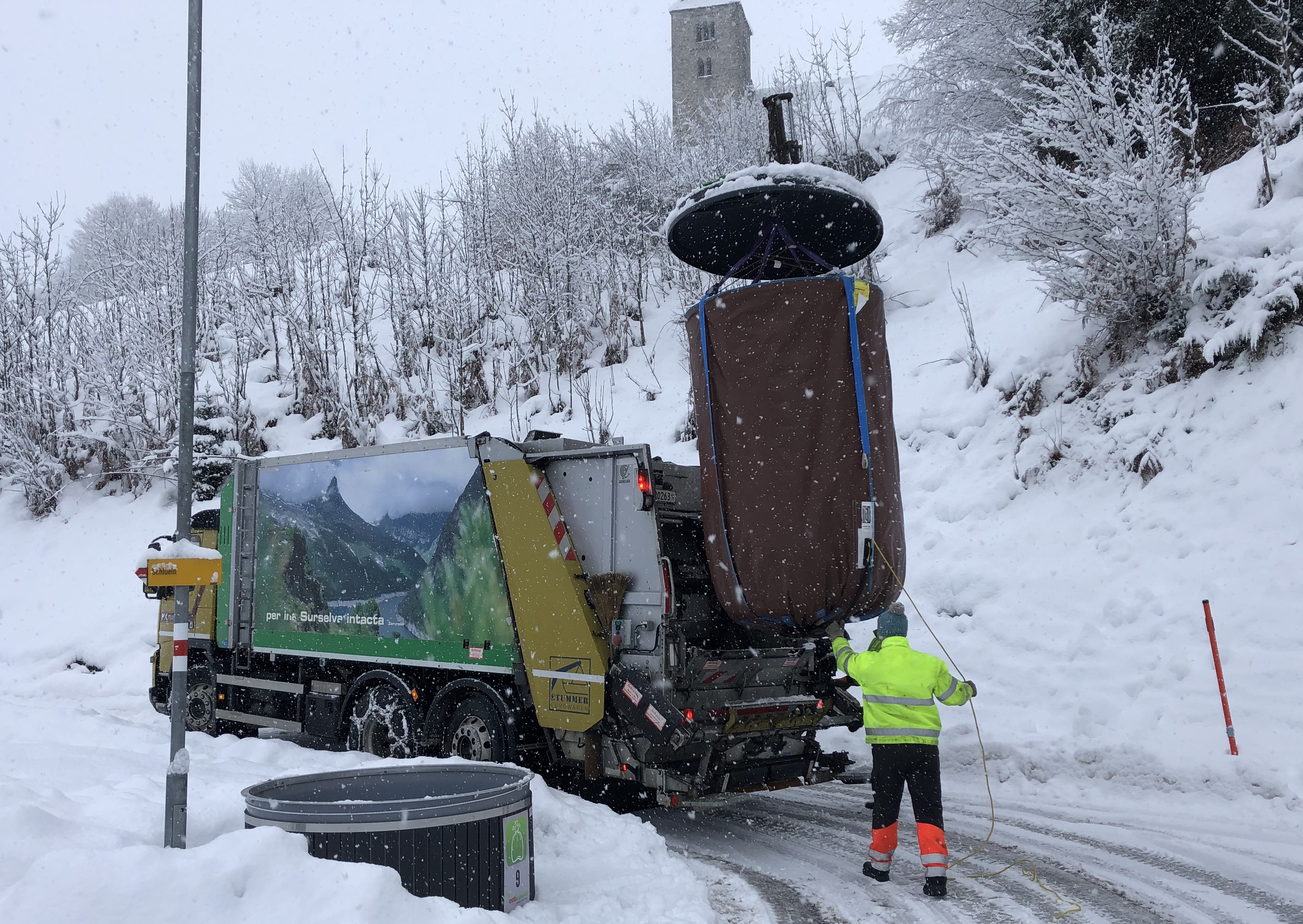
Leerung eines Halbunterflurcontainers MOLOK

## Vollunterflursystem
Ein Vollunterflursystem besteht aus einem Fundamentbehälter, einer Sicherheitstechnik, einem Sammelcontainer, einer Gehwegplattform und einer Einwurfsäule. Der Fundamentbehälter und Sammelcontainer befindet sich unter der Erde. Die Gehwegplattform schließt das System bündig mit dem Erdboden ab. Die Einwurfsäule ist der sichtbare Teil des Systems. Die Bedienung von Vollunterflursysteme ist besonders kinder-, alten- und behindertenfreundlich, da es durch seine niedrige Einwurfhöhe leichter zu bedienen ist. Es besteht zudem die Möglichkeit das Öffnen und Schließen mit einem Pedal vorzunehmen.
Vollunterflursysteme sind in der Volumenordnung von drei bis fünf Kubikmetern erhältlich. Zur Vermeidung von Unfällen bei der Entleerung und zur Verhinderung von Bränden sind diese Systeme mit entsprechender Sicherheitstechnik ausgerüstet. Die Fundamentbehältergrube wird durch eine an die Umgebung angepasste Gehwegplattform verschlossen. Das sichtbare Einwurfsystem ist je nach Hersteller unterschiedlich individuell gestaltbar.

## Technische Ausstattungen
Durch entsprechende technische Ergänzungen kann die Füllmenge an eine zentrale Stelle übermittelt werden, um die Leerung der Behälter zu organisieren. Die Nutzung der Systeme kann durch RFID-System personalisiert werden.

## Vorteile
- barrierearmer Zugang und Nutzung
- gepflegtes Erscheinungsbild

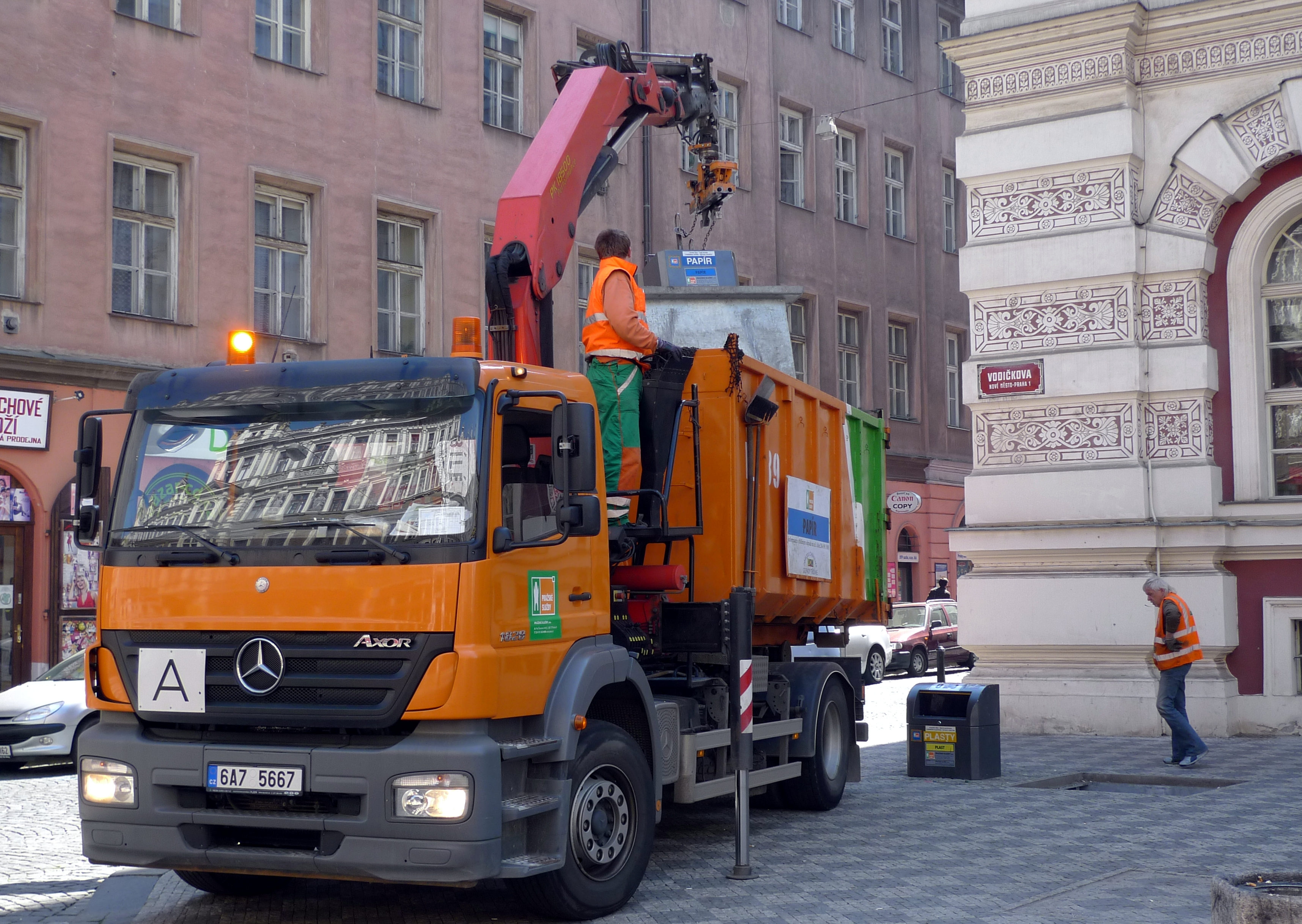
Entleerung mit einem Abfallsammelfahrzeug (Tschechien)

- deutliche Lärmreduzierung z. B. bei der Altglassammlung
- Verringerung von Geruchsbelästigungen
- Verhinderung von Vandalismus

## Nachteile
- hohe Anschaffungskostem
- Straßenbauarbeiten erforderlich
- möglicherweise Leitungsverlegungen erforderlich
- kein Einsatz im Wurzelbereich von Bäumen

## Einsatz
In Deutschland gibt es ca. 3.250 eingesetzte Systeme (Stand: Dezember 2012). Führend in der Nutzung von Unterflursystemen sind jedoch die Nachbarländer Frankreich, Niederlande und Italien. In Deutschland zum Beispiel in den Städten Hamburg, Bochum, und Berlin.

## Weblinks

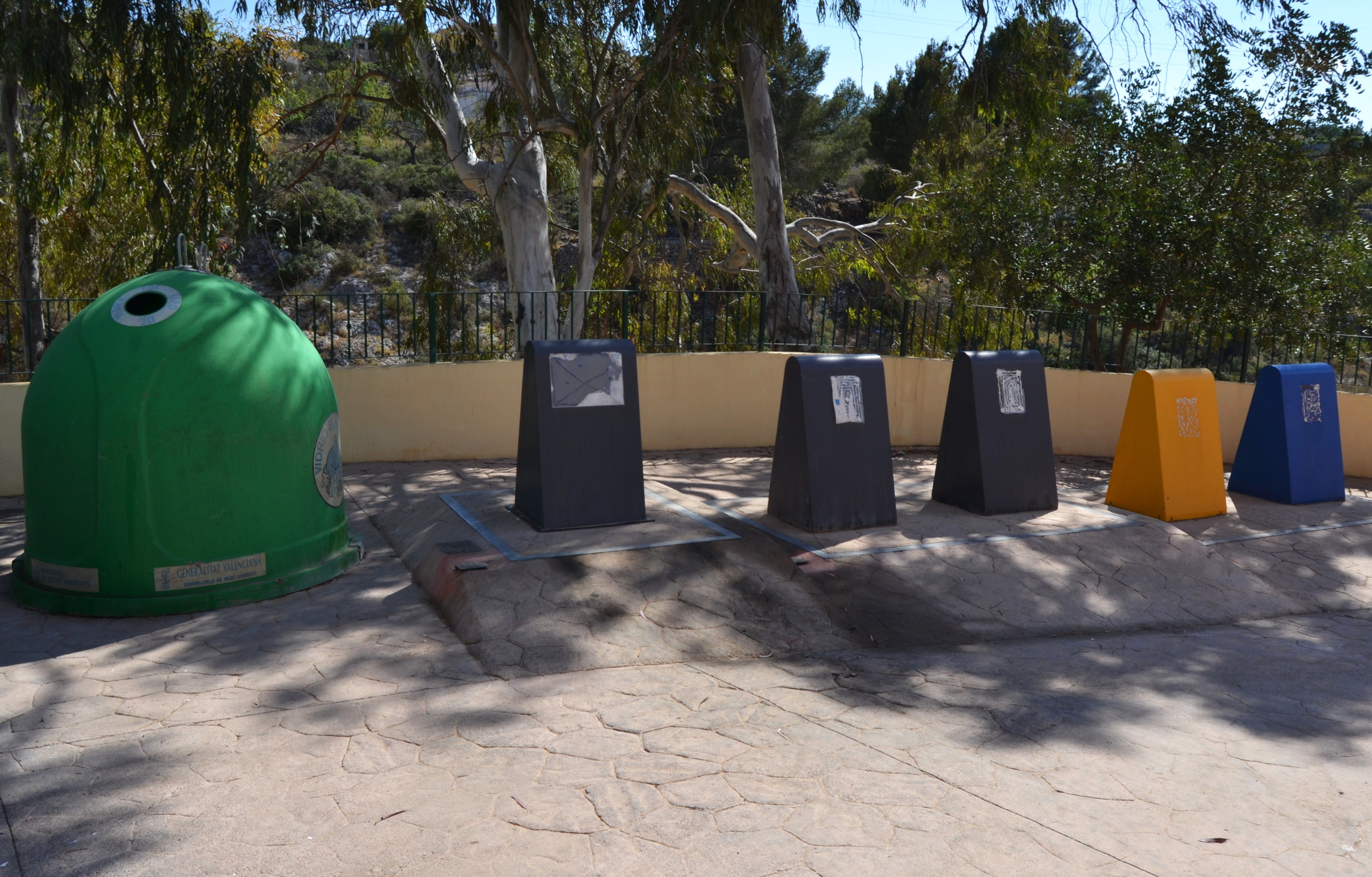
Erhöhte Sichtbarkeit der Einwurföffnungen durch ergänzende Platzierung eines einzelnen schon bekannten Glascontainers